# سیل (خواننده)
سیل هنری اولوسگون اولومیده آدیولا (به انگلیسی: Seal Henry Olusegun Olumide Adeola Samuel) (زادهٔ ۱۹ فوریه ۱۹۶۳ در نیجریه) خواننده موسیقی پاپ انگلیسی نیجریه‌ای‌تبار است. سیل که زاده لندن است، تاکنون برنده سه جایزه گرمی شده‌است. دیوانه و بوسه از گل سرخ از مشهورترین ترانه‌های وی هستند. سیل در سال ۲۰۰۵ با سوپرمدل آلمانی هایدی کلوم ازدواج کرد آن‌ها در ۲۰۱۴ از هم جداشدند.